# Mogrus incertus
Mogrus incertus là một loài nhện trong họ Salticidae.
Loài này thuộc chi Mogrus. Mogrus incertus được J. Denis miêu tả năm 1955.